# SLOTファミリースタジアム
SLOTファミリースタジアムはパチスロの機種。

## 概要
メーシーから発売。
2018年稼動。
野球ゲームのプロ野球ファミリースタジアムの機種。
当時のBGMが採用されている。
ナムコスターズの選手が登場している。